# Internationella barndagen
Den internationella barndagen hör samman med Förenta nationernas konvention om barnens rättigheter från den 20 november 1989. Redan 1953 uppmuntrade Förenta nationerna alla stater att skapa en barndag.
Varje land beslutar själv när dagen ska infalla. I Sverige uppmärksammas inte internationella barndagen i någon större utsträckning, men det finns en del lokala, återkommande arrangemang. Datum som ofta återkommer är 13 maj och 1 juni. Arrangemang anordnas ibland även första måndagen i oktober. 
Unicef i Sverige uppmärksammar inte första måndagen i oktober utan rekommenderar att kraftsamla aktiviteter om och med barn och unga till 20 november. I Sverige samlas barnrättsorganisationer kring denna dag för att arrangera aktiviteter där barn och unga deltar. 
I Finland är den 20 november barnens rättigheters dag. På denna dag är det tänkt att alla delar av samhället ska fokusera på barnets behov och rättigheter.

## Internationella barndagen i olika länder

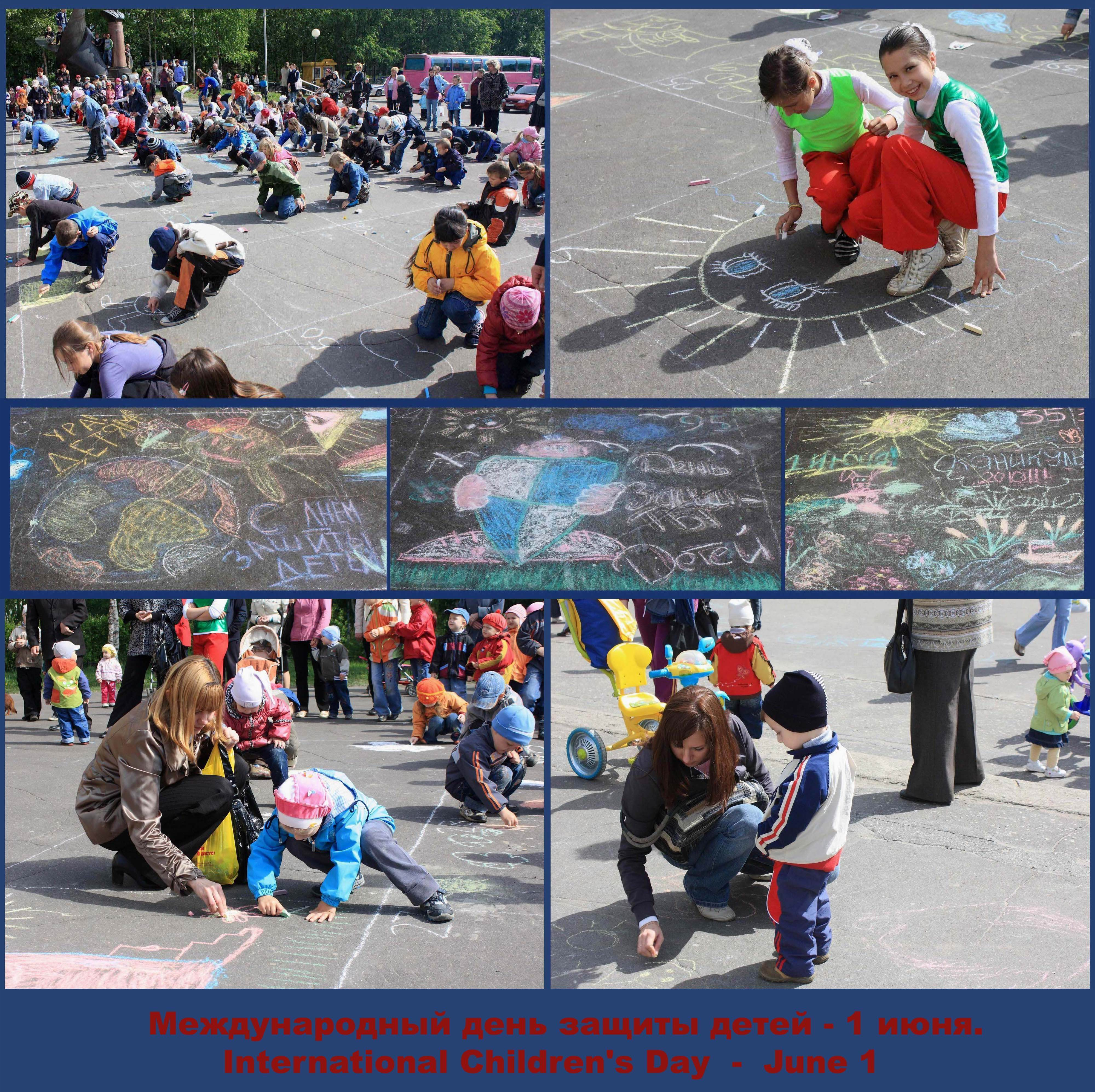
Firande av internationella barndagen i Severodvinsk, Ryssland.

### Japan
I Japan firas den Internationella barndagen den 5 maj varje år och kallas Kodomo no hi (子供の日?). Festivalen kallas även för ”Pojkarnas dag”, och firas i anslutning till Tango no Sekku (端午の節句), ”Irisfestivalen”. En flickornas motsvarighet, Hinamatsuri firas den 3 mars.

### Polen
Sedan 1952 är 1 juni den Nationella barndagen (pol: Dzień Dziecka) i Polen och andra slaviska länder.

### Rumänien
I Rumänien firas barnens dag 1 juni varje år.

### Ryssland
I Ryssland firas den internationella barndagen 1 juni.

### Sverige
I Sverige firas inte den internationella barndagen i någon större utsträckning, men det finns en del lokala, återkommande arrangemang. Konstnären Marie Wallin har sedan 1999 hållit i Internationella Barndagens firande i Kungsparken i Göteborg den första måndagen i oktober varje år.

### Sydkorea
I Sydkorea kallas barnens dag för "어린이날" (Eorininal) och hålls den 5 maj varje år. Föräldrar och släktingar ger ofta presenter till barnen och åker till ställen dit barnen vill åka.
Eftersom helgdagen endast är en dag är det ej möjligt att resa långt. Man tillbringar ofta tid med familjen och går på picknick, åker till zoo eller nöjespark. De allra vanligaste resmålen är nöjesparker som Lotte World och Everland Resort. Föräldrarna tar också med barnen till affärer för att köpa presenter eller går ut för att äta på restaurang. Redan innan barnens dag berättar barnen ofta vad för sorts presenter de vill få. Under senare år har de vanligaste presenterna varit elektroniska föremål som surfplattor och smarttelefoner medan den mest populära gåvan förr i tiden var en ask med kakor och kex.
Historien för barnens dag i Korea går tillbaka till maj 1923 under en tid då inte många var intresserade av barnens rättigheter i samhället. Författaren Bang Jeong-hwan började organisera olika sorters grupper för att ge barn åtminstone en lycklig dag per år och de satte den 1 maj som barnens dag, senare flyttad till 5 maj. På grund av det japanska imperiets styre över Korea (1910–1945) blev rörelsen förtryckt men efter självständigheten 1945 återupplivades organiseringen. År 1961 blev dagen officiellt designerad barnens dag i lag. År 1970 blev dagen nationell helgdag.
Personer som inte är gifta eller inte har egna barn involverar sig också ofta själva på barnens dag. Många besöker exempelvis barnhem för att tillbringa tid med barn som inte har möjlighet att vara med sina riktiga föräldrar.

### Turkiet
Den 23 april är den "Nationella självständighets- och barndagen" (23 Nisan Ulusal Egemenlik ve Çocuk Bayramı) i Turkiet.
Datumet är till minne av att det turkiska  parlamentet öppnades första gången den 23 april 1920. Dagen blev helgdag 1921. 
Benämningen av en turkisk barndag kom till år 1929 efter en rekommendation från "Barnskyddsinstitutet". Sedan 1986 ordnar den turkiska regeringen varje år en internationell barnfestival den 23 april.
Ett antal aktiviteter sker under dagen, bland annat samlas barn från hela Turkiet i huvudstaden Ankara och de ersätter då de valda politikerna i regeringen. Barnen har en vald president och en statsminister som styr Turkiet under en dag för att visa hur viktigt det är att låta barn synas i samhället. På många ställen får barn också ta över platser i statliga företag.
Traditionsenligt sedan 1986, kommer barn från hela världen till Turkiet för att representera sitt eget land och dess kultur. Dessa barn bor hos turkiska familjer och får möta turkiska barn. Detta anordnas av den turkiska radion och TV:n.